# Ernst Wunderlich
Ernst Wunderlich (* 7. April 1898 in Königsberg i. Pr.; † 5. März 1978 in Oberstdorf) war ein deutscher Richter.

## Leben
Wunderlich besuchte die Gymnasien in Gumbinnen und Insterburg. 1917 bestand er in Insterburg die Abiturprüfung. Als Fahnenjunker im Masurischen Fußartillerie-Regiment Nr. 22 zog er an die Westfront. Nach dem Kriegsende und der Novemberrevolution studierte er an der Albertus-Universität Königsberg Rechtswissenschaft. Im Zwischensemester 1919 wurde er im Corps Littuania aktiv. Er wurde 1920 recipiert und 1922 nach dem Referendarexamen philistriert. Er war 1930 Assessor in Tilsit und 1935 Landgerichtsrat in Allenstein. Er wechselte 1935 zur Militärgerichtsbarkeit und wurde Generalrichter der Heeresgruppe Nord. Nach dem Krieg war er Rechtsanwalt und Syndikus in Wiesbaden. Er war Generalsekretär der Union du commerce des engrais des pays de la communauté économique européenne. Littuanias Nachfolgecorps Albertina Hamburg verlieh ihm 1951 das Band. Die Neffen Ernst und Gerd Wunderlich wurden ebenfalls Albertiner. Mit seiner Frau besuchte er in Frankfurt am Main oft den Alte-Herren-Senioren-Convent und die Treffen der alten Masuren. Kurz vor seinem 80. Geburtstag gestorben, wurde er in Wiesbaden beigesetzt.